# Moscheea Djinguereber
Moscheea Djinguereber sau Marea Moschee din Timbuktu este o moschee din orașul Timbuktu, Mali. Ea este cea mai mare moschee din oraș și unul dintre cele mai importante monumente istorice din țară.

## Istorie
Moscheea Djinguereber a fost construită în anul 1327 din ordinul lui Mansa Musa I, celebrul împărat din Mali. Arhitectul care a proiectat construcția a fost Abu Es Haq es Saheli, un maur andaluzian stabilit în Cairo. Stilul în care a fost construit edificiul este cel sudano-sahelian ce se distinge prin folosirea de materiale principale a argilei și lemnului. Alte cracteristici ale moscheii sunt prezența celor două minarete, unul din ele de formă conică sau ușor triunghiulară ce amintește de piramidele egiptene.
După construirea acestei moschei, orașul Timbuktu, cunoscut pentru comerțul cu sare, aur și sclavi a devenit și un centru religios. Moscheea Djinguereber alcătuia împreună cu Moscheea Sankore și cu Moscheea Sidi Yahya celebra Universitate din Timbuktu, cel mai mare și mai important centru de învățămând islamic din Africa Subsahariană. Aici erau studiate pe lângă cunoștințele legate de recitarea Coranului și alte aspecte legate de legislația și tradiție islamică materii precum medicina, matematica, geografia sau fizica. Universitatea a prosperat în timpul imperiilor Mali și Songhai și chiar până în prezent.
În anul 1988, moscheea împreună cu celelalte edificii ce alcătuiau vechea universitate din Timbuktu au intrat pe lista locurilor din Patrimoniul Mondial UNESCO. Locașul s-a aflat în pericol de prăbușire în anul 1990, dar a fost restaurat sub patronajul companiei Aga Khan Trust for Culture, lucrările fiind finalizate în 2006. În februarie 2010, în timpul sărbătorii Mawlid, ce marchează aniversarea nașterii Profetului Mohamed, au murit aproximativ 26 de oameni în aglomerația din moschee. În iulie 2012, membrii grupării extremiste islamice Ansar Dine (Apărătorii Credinței), au distrus mai multe morminte ale unor șeici din anamblul moscheii pe motiv că exista riscul ca unii oameni să se roage la mormintele lor. 

## Galerie de imagini

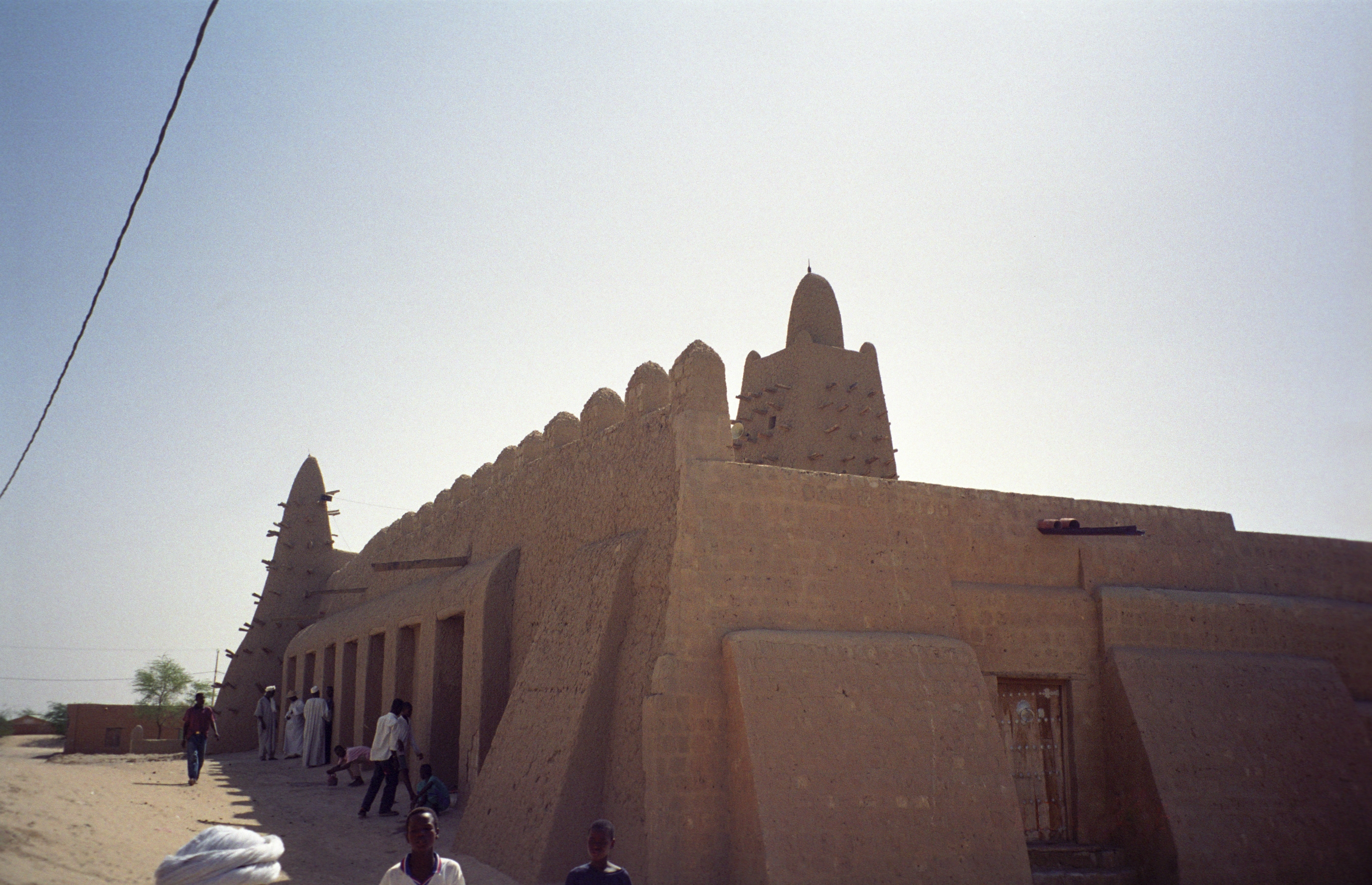
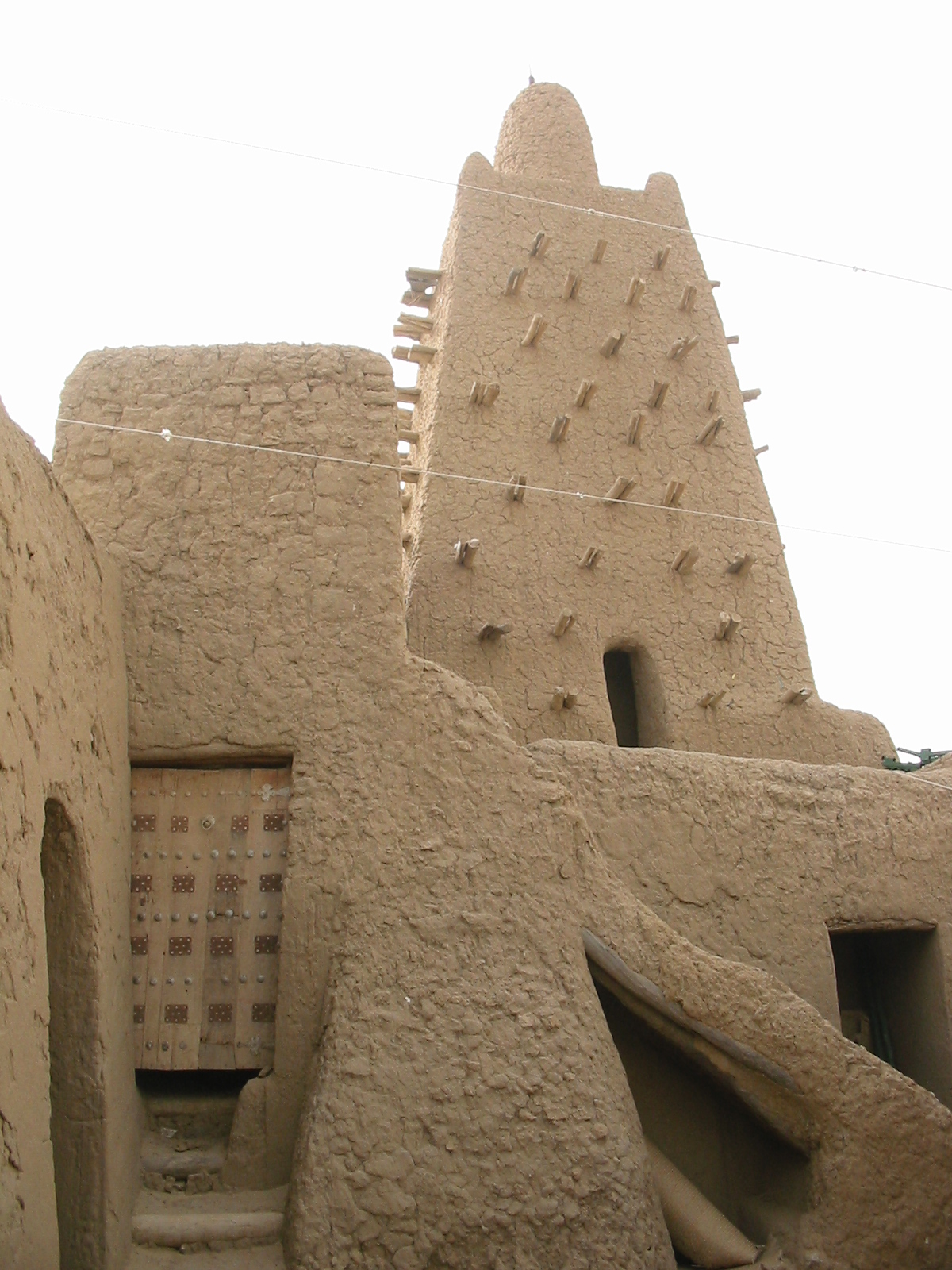
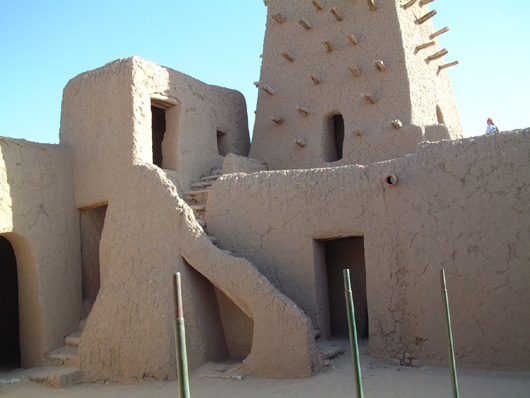
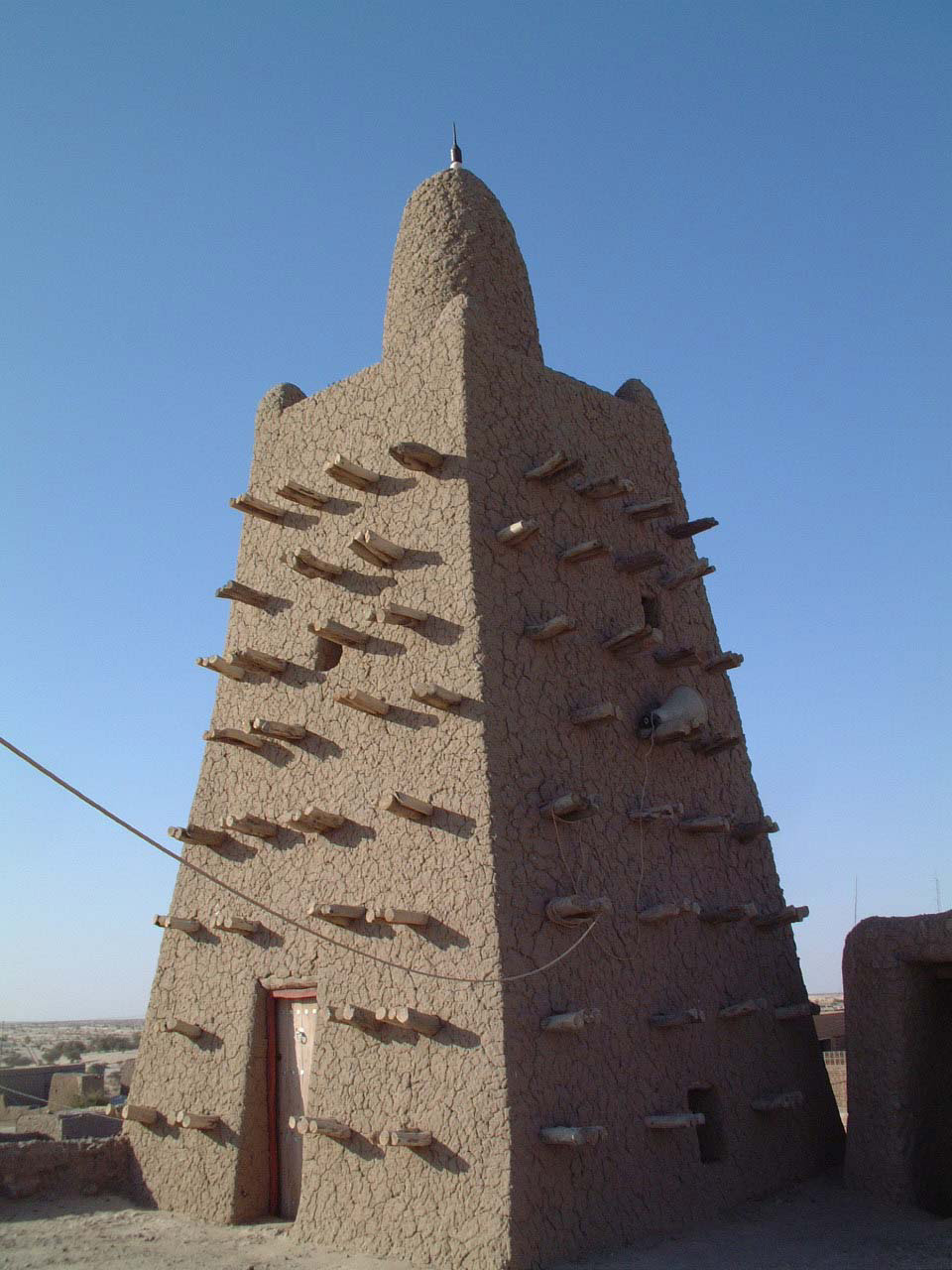
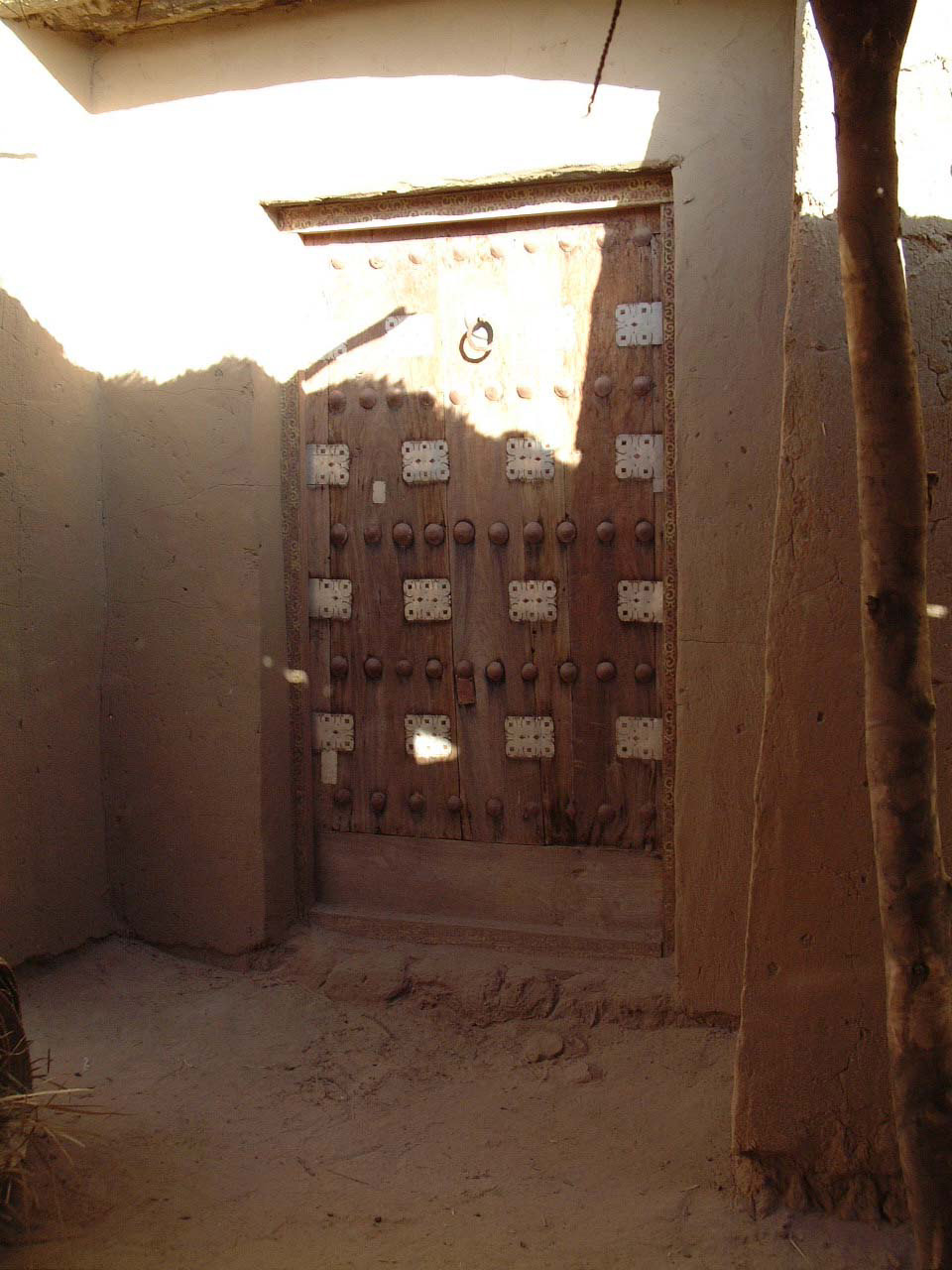
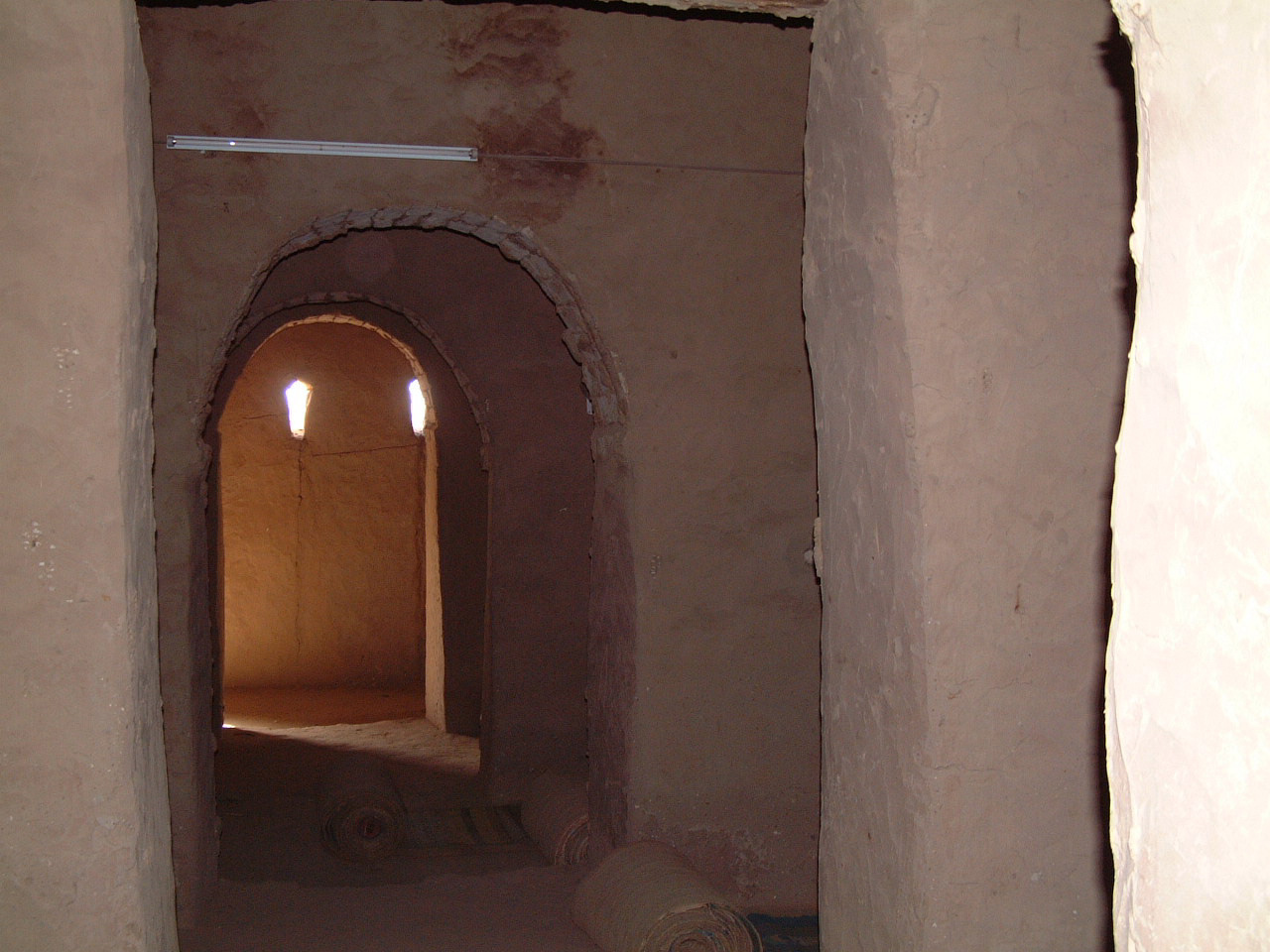